# Ебігейл Ковен
Ебігейл Ковен (англ. Abigail Cowen, нар.. 18 березня 1998, Гейнсвілл, Флорида, США) — американська акторка і модель. Найбільш відома завдяки ролі Блум Пітерс у серіалі «Доля: Сага Вінкс» (2021—сьогодні), а також участі в серіалі «Моторошні пригоди Сабріни» (2018—2020) і фільмах «Вірю в кохання» (2020), «Полювання на відьом» (2021) та «Любов спокутлива» (2022).

## Біографія
Народилася 1998 року в Гейнсвілл, Флорида. Виросла на фермі разом із старшим братом Доусоном. У дитинстві брала уроки акторської майстерності. Відвідувала середню школу Ов'єдо, де була членкинею команди з легкої атлетики.
Ковен вивчала зв'язки з громадськістю у Флоридському університеті, потім переїхала з сім'єю до Лос-Анджелеса, в 2016 році, щоб продовжити акторську кар'єру .

## Кар'єра
Ебігейл розпочала кар'єру у 17-річному віці, зігравши Бруклін у серіалі «Червоні браслети» (2014—2015) виробництва телеканалу Fox. У 2017 році вона зіграла Вікі Чармікл у другому сезоні популярного шоу Netflix «Дивні дива». З 2017 по 2018 рік грала Мію Таннер у драматичному телесеріалі «Колективний розум» від телеканалу CBS. У 2018 році зобразила Елізу Гантер у серіалі каналу Freeform «Фостер», а потім Рікошет у мінісеріалі YouTube The Power Couple (2019). У 2020 році дебютувала в кіно в ролі Едріен у фільмі «Вірю в кохання».
З 2018 по 2020 рік Ковен грала роль Доркас Найт у горор-серіалі Netflix «Моторошні пригоди Сабрини». У 2021 році вона виконала роль Блум у серіалі «Доля: Сага Вінкс» від Netflix, який є адаптацією мультсеріалу «Клуб Вінкс». Акторка описала свою героїню як «уперту, рішучу інтровертку, яка виявляє, що має дар управління вогнем».
2021 року знялася в ролі Фіони у фільмі «Полювання на відьом». Трохи пізніше стало відомо, що вона виконає головну роль у фільмі «Любов спокутна», прем'єра якого відбулася в 2022.

## Особисте життя
У 2021 році Ебігейл Ковен почала зустрічатися з актором Денні Гріффіном, з яким познайомилася на зйомках серіалу «Доля: Сага Вінкс», де вони виконали ролі Блум та Ская — закоханої пари студентів магічної школи.

## Фільмографія
| Рік       |   | Українська назва          | Оригінальна назва              | Роль           |
| --------- | - | ------------------------- | ------------------------------ | -------------- |
| 2014      | с | Червоні браслети          | Red Band Society               | Бруклін        |
| 2017      | с | Дуже дивні справи         | Stranger Things                | Вікі Чармікл   |
| 2017—2018 | с | Колективний розум         | Wisdom of the Crowd            | Алекс          |
| 2018      | с | Фостери                   | The Fosters                    | Еліза Гантер   |
| 2018—2020 | с | Моторошні пригоди Сабріни | Chilling Adventures of Sabrina | Доркас Найт    |
| 2019      | с | —                         | The Power Couple               | Рикошет        |
| 2020      | ф | Вірю в кохання            | I Still Believe                | Едріенн Лішінг |
| 2021—2022 | с | Доля: Сага Вінкс          | Fate: The Winx Saga            | Блум Пітерс    |
| 2021      | ф | Полювання на відьом       | Witch Hunt                     | Фіона          |
| 2022      | ф | Спокута кохання           | Redeeming Love                 | Енджел         |